# Tenebroides fossulatus
Tenebroides fossulatus is een keversoort uit de familie schorsknaagkevers (Trogossitidae). De wetenschappelijke naam van de soort werd in 1900 gepubliceerd door Albert Léveillé.